# Upplands runinskrifter 91
Upplands runinskrifter 91 är en runsten av gråsten som står i parken vid Jakobsbergs folkhögskola, Jakobsberg, Järfälla kommun strax norr om Stockholm. Den är en av två runstenar som ursprungligen stått på Vibbles ägor, och som sedan 1926 finns i parken till Jakobsbergs folkhögskola. Den andra stenen är U 92.

## Stenen
U 91 är av gråsten. Dess höjd är 1,77 meter och dess bredd 1,05 meter. Ristningen är svårt skadad. Runstenen omtalas första gången i Rannsakningar efter antikviteter 1682, då den tillsammans med U 92 stod rest "Vthi Wibbla Giärde". Gårdsplatsen Vibble låg på västra sidan av Kvarnbacken och ungefär på den plats där Kvarnskolan nu ligger. På marken där Vibble bebyggelse tidigare låg kom sedermera Jakobsbergs säteri att anläggas. Första gången Vibble omtalas är år 1347 (in vibelde), men man antar att gården etablerades redan under yngre järnålder. Bebyggelsen vid Vibble är sedan länge försvunnen, men på Kvarnbackens södra sluttning finns ett stort gravfält kvar. Gravfältet består av cirka 20 högar, 66 runda och tre rektangulära stensättningar samt en treudd (RAÄ 3). På Kvarnbackens norra sluttning ligger ytterligare ett par mindre gravgrupper (RAÄ 4, 5). År 1974 undersöktes fyra stensättningar i en av de senare gravgrupperna. Man kunde då datera gravarna till sen vikingatid. De två runstenarna U 91 och U 92, som ursprungligen stod på Vibbles ägor finns idag i parken till Jakobsbergs folkhögskola.
I mitten av 1700-talet flyttades stenen närmare Jakobsbergs gård (vid det som senare blev Jakobsbergs folkhögskola), men föll senare omkull med ristningen nedåt och glömdes bort. Den återupptäcktes 1886, då den sprängdes sönder för att användas i ett ladugårdsbygge. När man insåg att det rörde sig om en runsten togs styckena till vara och stenen blev sedermera lagad och rest på sin nuvarande plats i parken intill Jakobsbergs folkhögskola. I närheten finns parstenen U 92 och beroende på deras gemensamma härkomst har de fått namnet Viblestenarna. Uppmålningen förbättrades senast i september 2012 av Riksantikvarieämbetet.

## Inskriften
Inskriften på U 91 lyder (med det inom klamrar taget från äldre källor):
Runor: ᚡᚢᚾᚢᚾ[ᚱ] ᚬᚴ ᛬ ᚴᛁᛏ᛬ᛁᛏᚡ[ᚱᛁᚦ] ---ᚢ ᛬ ᚱᚾᛁᛋᚾ ᛬ ᛋᛏᚾᛁᛅ ᛬ ᚼᛚᛘᛋᛏᛅᛁᚾ ᛬ ᛅᚢᚴ ᚼᚢᛚᛘᛁ ᛬ ᛁᛋᚾᛁᛋᛏᚢ ᛬ [ᛁᛘ]ᛁᚾ ᛬ ᛅ- ᚡᚱᚢᛋᛏᛁᚾ ᛬ [ᚴᛘ]ᚢᛅᛁ ᚾ ᛁᚢᛒᚾ[ᚱ]ᛏ
Translitterering av runraden:
funun[r] ok : kit:itf[riþ] ---u : rnisn : stnia : hlmstain : auk hulmi : isnistu : [im]in : a- frustin : [km]uai n iubn[r]t
Normalisering till runsvenska:
Gunnvar(?) ok Kætilfriðr [let]u ræisa stæin. Holmstæinn ok Holmi ræistu stæin a[t] Frøystæin kmuai n iubnrt.
Översättning till nusvenska:
Gunvor och Kättilfrid lät resa stenen. Holmsten och Holme reste stenen efter Frösten...
Ristaren har gjort många misstag och förväxlat runor som liknar varandra, framför allt a och n, men även ristat t i stället för l, f i stället för k och m i stället för t. En gång har han till och med skrivit två runor is i stället för r (isnistu som avser ordet raistu "reste"). Det sistnämnda visar att ristaren möjligen kan ha följt en föreskrift gjord av någon annan.
Slutet av inskriften har inte kunnat tolkas. Det har föreslagits att runorna på mittytan (iubn[r]t) skulle vara en förkortad skrivning för en ristarsignatur Iobiorn risti "Jobjörn ristade", men det är mindre sannolikt.

## Bildgalleri

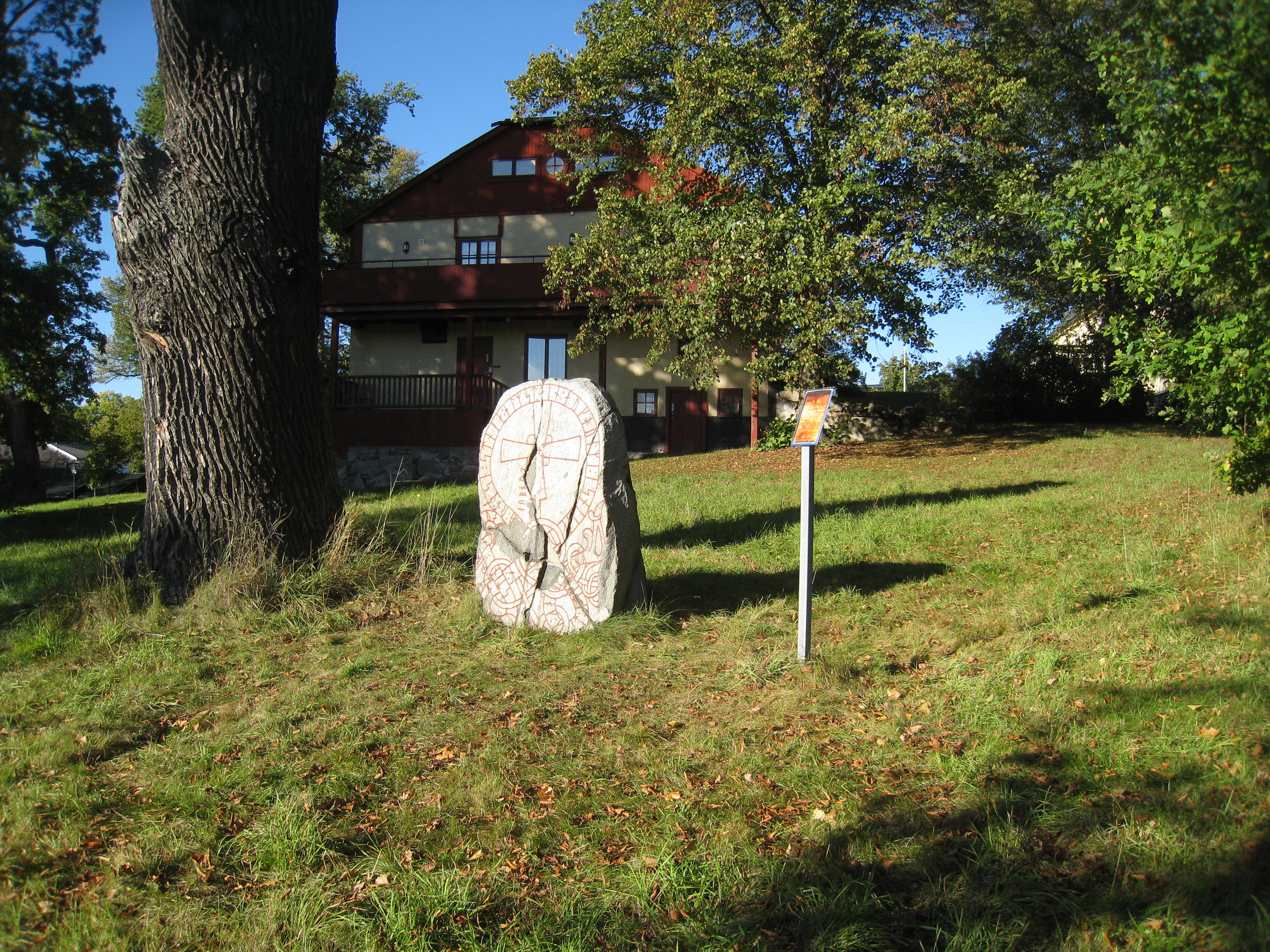
Runstenen U 91 i parken vid Jakobsbergs folkhögskola
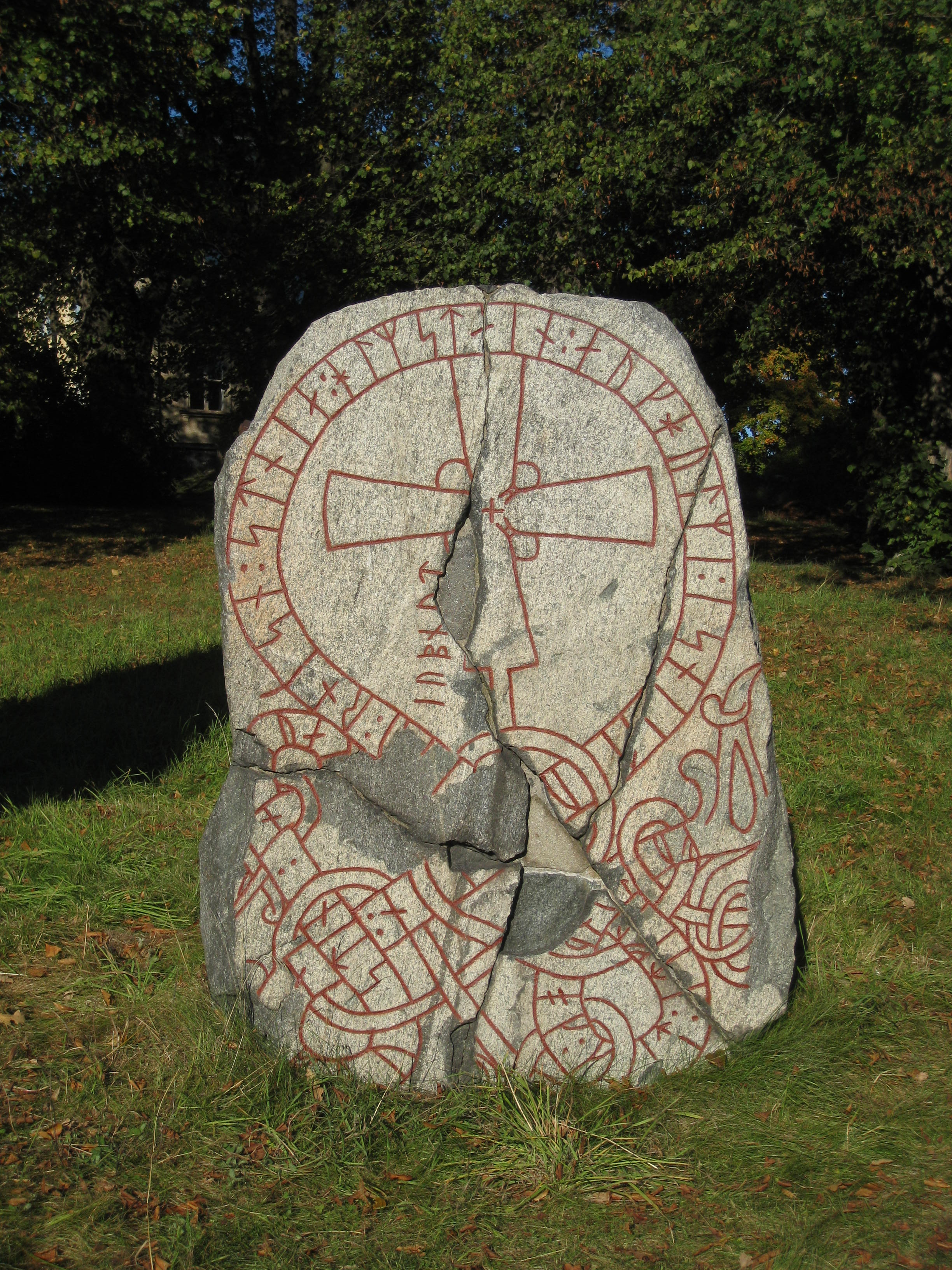
Runstenen

## Sommaren 1682 avbildades samtliga runstenar i Järfälla

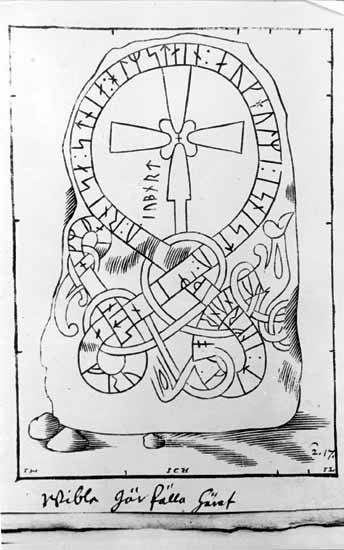
Teckning av stenen U 91 gjord 1682 av fornforskaren och assessorn Johan Hadorph och lantmätaren Johan Leitz. Avfotograferad ur arkeologen Johan Peringskiölds "Monumenta".

Bromma, Spånga och Järfälla socknar rannsakades i "Gierfella d. 9 Maij 1682". Arkeologen Johan Peringskiöld (1654-1720) erhöll i uppdrag att i sällskap med fornforskaren och Antikvitetskollegiets sekreterare Johan Hadorph (1630-1693) göra resor i landsorten för att uppleta och avteckna gamla minnesmärken och runstenar. Då samlades det första materialet till det stora runstensverk, som längre fram utgavs av Johan Göransson under namn av Bautil.
Johan Hadorph och lantmätaren och ritaren Johan Leitz (död före 1692) reste sommaren 1682 genom Järfälla och avbildade samtliga runristningar som hade omnämnts i Rannsakningarna med undantag för runstenen vid Yttersten, som troligen aldrig har funnits och vilken uppgift senare visat sig vara felaktig. Till ett verk med alla landets runstenar skars träsnitt av teckningarna från Johan Hadorphs resor. Hadorph hann själv ge ut endast en mindre del av detta planerade runverk, Färentuna Häradz Runstenar (1680). Johan Peringskiöld planerade att ge ut ett större verk, Monumenta Sueo-Gothorum, som även skulle omfatta andra typer av fornlämningar.

### Fotnoter
1. ↑  Fornminnesregistret: 1:2
2. 1 2 3  Samnordisk runtextdatabas, U 91, 2014
3. 1 2 3  Elias Wessén, Sven B.F. Jansson, red (1940-1943). Sveriges runinskrifter. Bd 6, Upplands runinskrifter, del 1. Stockholm: KVHAA. http://www.raa.se/runinskrifter/sri_uppland_b06_text_2.pdf
4. ↑  Magnus Källström, Järfällas runstenar, 1998, sidan 54. ISBN 91-630-7261-0.
5. ↑   Magnus Källström, Järfällas runstenar, 1998, sidan 55. ISBN 91-630-7261-0.
6. ↑  Läsningen och normaliseringen hämtad från Samnordisk runtextdatabas.
7. ↑  Källström 1998, sid. 58 f.
8. ↑  Magnus Källström, Järfällas runstenar, 1998, sidorna 12-13. ISBN 91-630-7261-0.